# هال كيرتز
هال كيرتز (بالإنجليزية: Hal Kurtz)‏ هو لاعب كرة قاعدة أمريكي، ولد في 20 أغسطس 1943 في واشنطن العاصمة في الولايات المتحدة.

## وصلات خارجية
- هال كيرتز على موقعبيزبول رفرنس.كوم (الدوري الرئيسي) (الإنجليزية)